# Đội tuyển bóng đá quốc gia Tajikistan
Đội tuyển bóng đá quốc gia Tajikistan (tiếng Tajik: Тими миллии футболи Тоҷикистон, Timi millii futboli Tojikiston) là đội tuyển cấp quốc gia của Tajikistan do Liên đoàn bóng đá Tajikistan quản lý.
Trận thi đấu quốc tế đầu tiên của đội tuyển Tajikistan là trận gặp đội tuyển Uzbekistan vào năm 1992. Thành tích tốt nhất của đội cho đến nay là chức vô địch AFC Challenge Cup 2006. Đội đã có một lần tham dự cúp bóng đá châu Á vào năm 2023 với tư cách là một quốc gia độc lập và gây bất ngờ lớn khi lọt vào tứ kết ở ngay lần đầu tham dự.

## Danh hiệu
- Vô địch Cúp Challenge: 1

Vô địch: 2006
Á quân: 2008
Hạng ba: 2010

## Thành tích tại các giải đấu

### Giải vô địch bóng đá thế giới
- 1930 đến 1994 - Không tham dự vì thuộc Liên Xô
- 1998 đến 2026 - Không vượt qua vòng loại

### Cúp bóng đá châu Á
| Thành tích tại Asian Cup | Thành tích tại Asian Cup               | Thành tích tại Asian Cup               | Thành tích tại Asian Cup               | Thành tích tại Asian Cup               | Thành tích tại Asian Cup               | Thành tích tại Asian Cup               | Thành tích tại Asian Cup               | Thành tích tại Asian Cup               |
| Năm                      | Kết quả                                | Thứ hạng                               | Pld                                    | W                                      | D                                      | L                                      | GF                                     | GA                                     |
| ------------------------ | -------------------------------------- | -------------------------------------- | -------------------------------------- | -------------------------------------- | -------------------------------------- | -------------------------------------- | -------------------------------------- | -------------------------------------- |
| 1956 đến 1988            | Không tham dự, là một phần của Liên Xô | Không tham dự, là một phần của Liên Xô | Không tham dự, là một phần của Liên Xô | Không tham dự, là một phần của Liên Xô | Không tham dự, là một phần của Liên Xô | Không tham dự, là một phần của Liên Xô | Không tham dự, là một phần của Liên Xô | Không tham dự, là một phần của Liên Xô |
| 1992                     | Không tham dự                          | Không tham dự                          | Không tham dự                          | Không tham dự                          | Không tham dự                          | Không tham dự                          | Không tham dự                          | Không tham dự                          |
| 1996                     | Không vượt qua vòng loại               | Không vượt qua vòng loại               | Không vượt qua vòng loại               | Không vượt qua vòng loại               | Không vượt qua vòng loại               | Không vượt qua vòng loại               | Không vượt qua vòng loại               | Không vượt qua vòng loại               |
| 2000                     | Không vượt qua vòng loại               | Không vượt qua vòng loại               | Không vượt qua vòng loại               | Không vượt qua vòng loại               | Không vượt qua vòng loại               | Không vượt qua vòng loại               | Không vượt qua vòng loại               | Không vượt qua vòng loại               |
| 2004                     | Không vượt qua vòng loại               | Không vượt qua vòng loại               | Không vượt qua vòng loại               | Không vượt qua vòng loại               | Không vượt qua vòng loại               | Không vượt qua vòng loại               | Không vượt qua vòng loại               | Không vượt qua vòng loại               |
| 2007                     | Không tham dự                          | Không tham dự                          | Không tham dự                          | Không tham dự                          | Không tham dự                          | Không tham dự                          | Không tham dự                          | Không tham dự                          |
| 2011                     | Không vượt qua vòng loại               | Không vượt qua vòng loại               | Không vượt qua vòng loại               | Không vượt qua vòng loại               | Không vượt qua vòng loại               | Không vượt qua vòng loại               | Không vượt qua vòng loại               | Không vượt qua vòng loại               |
| 2015                     | Không vượt qua vòng loại               | Không vượt qua vòng loại               | Không vượt qua vòng loại               | Không vượt qua vòng loại               | Không vượt qua vòng loại               | Không vượt qua vòng loại               | Không vượt qua vòng loại               | Không vượt qua vòng loại               |
| 2019                     | Không vượt qua vòng loại               | Không vượt qua vòng loại               | Không vượt qua vòng loại               | Không vượt qua vòng loại               | Không vượt qua vòng loại               | Không vượt qua vòng loại               | Không vượt qua vòng loại               | Không vượt qua vòng loại               |
| 2023                     | Tứ kết                                 | 8th                                    | 5                                      | 1                                      | 2                                      | 2                                      | 3                                      | 4                                      |
| 2027                     | Chưa xác định                          | Chưa xác định                          | Chưa xác định                          | Chưa xác định                          | Chưa xác định                          | Chưa xác định                          | Chưa xác định                          | Chưa xác định                          |
| Tổng cộng                | Thành tích:                            | 1/9                                    | 5                                      | 1                                      | 2                                      | 2                                      | 3                                      | 4                                      |

### Cúp Challenge AFC
| Năm       | Kết quả                  | GP                       | W                        | D*                       | L                        | GS                       | GA                       |
| --------- | ------------------------ | ------------------------ | ------------------------ | ------------------------ | ------------------------ | ------------------------ | ------------------------ |
| 2006      | Vô địch                  | 6                        | 5                        | 0                        | 1                        | 18                       | 2                        |
| 2008      | Á quân                   | 5                        | 2                        | 2                        | 1                        | 7                        | 5                        |
| 2010      | Hạng ba                  | 5                        | 3                        | 0                        | 2                        | 8                        | 5                        |
| 2012      | Vòng bảng                | 3                        | 1                        | 0                        | 2                        | 3                        | 4                        |
| 2014      | Không vượt qua vòng loại | Không vượt qua vòng loại | Không vượt qua vòng loại | Không vượt qua vòng loại | Không vượt qua vòng loại | Không vượt qua vòng loại | Không vượt qua vòng loại |
| Tổng cộng | 1 lần vô địch            | 16                       | 10                       | 2                        | 3                        | 32                       | 12                       |

### Á vận hội
| Năm            | Kết quả                                | GP                                     | W                                      | D*                                     | L                                      | GS                                     | GA                                     |
| -------------- | -------------------------------------- | -------------------------------------- | -------------------------------------- | -------------------------------------- | -------------------------------------- | -------------------------------------- | -------------------------------------- |
| 1951 đến 1990  | Không tham dự, là một phần của Liên Xô | Không tham dự, là một phần của Liên Xô | Không tham dự, là một phần của Liên Xô | Không tham dự, là một phần của Liên Xô | Không tham dự, là một phần của Liên Xô | Không tham dự, là một phần của Liên Xô | Không tham dự, là một phần của Liên Xô |
| Hiroshima 1994 | Không tham dự                          | Không tham dự                          | Không tham dự                          | Không tham dự                          | Không tham dự                          | Không tham dự                          | Không tham dự                          |
| Bangkok 1998   | Vòng 2                                 | 5                                      | 1                                      | 1                                      | 3                                      | 8                                      | 13                                     |
| Tổng cộng      | 1 lần vòng 2                           | 5                                      | 1                                      | 1                                      | 3                                      | 8                                      | 13                                     |

- (Nội dung thi đấu dành cho cấp đội tuyển quốc gia cho đến kỳ Đại hội năm 1998)

## Cầu thủ

### Đội hình hiện tại
Ngày: 12 tháng 1 – 10 tháng 2 năm 2024

Gặp: Trung Quốc, Qatar & Liban 
 
Trận đấu: AFC Asian Cup 2023 

Số liệu thống kê tính đến ngày 21 tháng 11 năm 2023 sau trận gặp Pakistan.

| Số | VT | Cầu thủ                            | Ngày sinh (tuổi)  | Trận | Bàn | Câu lạc bộ             |
| -- | -- | ---------------------------------- | ----------------- | ---- | --- | ---------------------- |
| 1  | TM | Rustam Yatimov                     | 13 tháng 7, 1998  | 36   | 0   | Istiklol               |
| 16 | TM | Daler Barotov                      | 29 tháng 1, 1999  | 2    | 0   | Istaravshan            |
| 23 | TM | Mukhriddin Khasanov                | 23 tháng 9, 2002  | 1    | 0   | Istiklol               |
|    |    |                                    |                   |      |     |                        |
| 2  | HV | Zoir Dzhuraboyev                   | 16 tháng 9, 1998  | 32   | 1   | Neftchi Fergana        |
| 3  | HV | Tabrezi Davlatmir                  | 6 tháng 6, 1998   | 28   | 0   | Istiklol               |
| 4  | HV | Kholmurod Nazarov                  | 4 tháng 2, 1994   | 3    | 0   | Ravshan Kulob          |
| 6  | HV | Vakhdat Khanonov                   | 25 tháng 7, 2000  | 25   | 2   | Persepolis             |
| 5  | HV | Manuchekhr Safarov                 | 31 tháng 5, 2001  | 30   | 0   | Neftchi Fergana        |
| 12 | HV | Sodikjon Kurbonov                  | 19 tháng 1, 2003  | 2    | 0   | Istiklol               |
| 19 | HV | Akhtam Nazarov                     | 29 tháng 9, 1992  | 76   | 5   | Istiklol               |
| 24 | HV | Daler Imomnazarov                  | 31 tháng 5, 1995  | 4    | 0   | Eskhata Khujand        |
|    |    |                                    |                   |      |     |                        |
| 7  | TV | Parvizdzhon Umarbayev (đội trưởng) | 1 tháng 11, 1994  | 45   | 9   | CSKA 1948              |
| 8  | TV | Amirbek Juraboev                   | 13 tháng 4, 1996  | 55   | 0   | Kedah Darul Aman       |
| 10 | TV | Alisher Dzhalilov                  | 29 tháng 8, 1993  | 20   | 6   | Istiklol               |
| 11 | TV | Mukhammadzhon Rakhimov             | 15 tháng 10, 1998 | 48   | 3   | Buxoro                 |
| 13 | TV | Amadoni Kamolov                    | 16 tháng 1, 2003  | 2    | 2   | Istiklol               |
| 14 | TV | Alisher Shukurov                   | 30 tháng 3, 2002  | 1    | 0   | Kuktosh                |
| 17 | TV | Ehson Panjshanbe                   | 12 tháng 5, 1999  | 45   | 6   | Istiklol               |
| 18 | TV | Ruslan Khayloev                    | 29 tháng 10, 2003 | 2    | 0   | Tyumen                 |
| 20 | TV | Alidzhoni Ayni                     | 6 tháng 8, 2004   | 10   | 0   | Istiklol               |
| 21 | TV | Vaisiddin Safarov                  | 15 tháng 4, 1996  | 3    | 0   | CSKA Pamir Dushanbe    |
|    |    |                                    |                   |      |     |                        |
| 9  | TĐ | Rustam Soirov                      | 12 tháng 9, 2002  | 12   | 2   | Lokomotiv Tashkent     |
| 15 | TĐ | Shervoni Mabatshoev                | 4 tháng 12, 2000  | 17   | 3   | Istiklol               |
| 21 | TĐ | Shahrom Samiev                     | 8 tháng 2, 2001   | 22   | 7   | Milsami Orhei          |
| 25 | TĐ | Nuriddin Khamrokulov               | 25 tháng 10, 1999 | 12   | 1   | Regar-TadAZ Tursunzoda |
| 26 | TĐ | Muhammadali Azizboev               | 4 tháng 1, 2003   | 2    | 0   | Khosilot Farkhor       |

### Triệu tập gần đây
| Vt | Cầu thủ                    | Ngày sinh (tuổi)  | Số trận | Bt | Câu lạc bộ          | Lần cuối triệu tập               |
| -- | -------------------------- | ----------------- | ------- | -- | ------------------- | -------------------------------- |
| TM | Safarmad Gafforov          | 14 tháng 4, 2004  | 0       | 0  | Khatlon             | v. Malaysia, 17 October 2023     |
| TM | Sukhrobkhuja Yusupov       | 22 tháng 10, 2004 | 0       | 0  | CSKA Pamir Dushanbe | v. Malaysia, 17 October 2023     |
| TM | Shokhrukh Kirgizboev       | 1 tháng 5, 2002   | 6       | 0  | Khujand             | v. Uzbekistan, 17 June 2023      |
|    |                            |                   |         |    |                     |                                  |
| HV | Fakhriddin Akhtamov        | 26 tháng 11, 2004 | 0       | 0  | FK Khujand          | v. Malaysia, 17 October 2023     |
| HV | Dilovari Jamshedzoda       | 2 tháng 12, 2006  | 0       | 0  | Barkchi             | v. Malaysia, 17 October 2023     |
| HV | Barakatullo Nigmatullozoda | 17 tháng 8, 2006  | 0       | 0  | Barkchi             | v. Malaysia, 17 October 2023     |
| HV | Muhammadjon Naskov         | 27 tháng 5, 1999  | 0       | 0  | Ravshan Kulob       | v. Singapore, 8 September 2023   |
| HV | Siyovush Asrorov           | 21 tháng 7, 1992  | 46      | 0  | Istiklol            | v. Uzbekistan, 17 June 2023      |
| HV | Mekhrubon Karimov          | 9 tháng 1, 2004   | 4       | 0  | Samgurali Tsqaltubo | v. Uzbekistan, 17 June 2023      |
| HV | Alidzhon Karomatullozoda   | 5 tháng 5, 2002   | 4       | 0  | Istiklol            | v. Kuwait, 28 March 2023         |
|    |                            |                   |         |    |                     |                                  |
| TV | Komron Tursunov            | 24 tháng 4, 1996  | 28      | 6  | Gokulam Kerala      | 2023 AFC Asian Cup prelim squad  |
| TV | Abubakr Sulaimonov         | 18 tháng 9, 2006  | 1       | 0  | Barkchi             | v. Malaysia, 17 October 2023     |
| TV | Murodali Aknazarov         | 19 tháng 11, 2004 | 3       | 0  | Antalyaspor         | v. Malaysia, 17 October 2023     |
| TV | Khusrav Toirov             | 1 tháng 8, 2004   | 2       | 0  | Shakhtar Donetsk    | v. Uzbekistan, 17 June 2023      |
| TV | Salam Ashurmamadov         | 18 tháng 3, 2003  | 0       | 0  | Dumiense            | v. Kuwait, 28 March 2023         |
|    |                            |                   |         |    |                     |                                  |
| TĐ | Amirjon Safarov            | 27 tháng 5, 1997  | 0       | 0  | Ravshan Kulob       | vs. Singapore, 25 September 2023 |
| TĐ | Masrur Gafurov             | 21 tháng 1, 2006  | 0       | 0  | Barkchi             | vs. Singapore, 25 September 2023 |
| TĐ | Manuchekhr Dzhalilov       | 27 tháng 9, 1990  | 51      | 20 | Istiklol            | v. Uzbekistan, 17 June 2023      |